# キブシ
キブシ（木倍子・木五倍子、学名: Stachyurus praecox または Stachyurus praecox f. rotundifolius）は、キブシ科キブシ属に属する雌雄異株の落葉低木。山地に生える。別名、キフジ、コメブシともいう。和名は果実をヌルデの虫えいでつくる五倍子（ふし）の代用品として、黒色の染料（お歯黒）に用いたことから名付けられている。また、花穂がフジの花に似ていることから「藤」となり、転訛したという説もある。庭木や花材などに使われる。

## 分布と生育環境
日本固有種で、北海道西南部（渡島半島）、本州、四国、九州、小笠原に分布する。山地や丘陵、低地の明るい場所にふつうに生える。先駆植物的な木本で、荒れ地にもよく出現する。生育環境は幅広く、海岸線から内陸の川沿いまで見られる。

## 特徴
落葉広葉樹の低木で、樹高は3 - 5メートル (m) になる。成長が早く、一年で2 mくらいは伸びる。樹皮は褐色から暗褐色で、若木は紫褐色で皮目が多く、生長すると皮目が筋状になる。一年枝は、明褐色で無毛、稜がありややねじれる。
花期は早春（3 - 4月）。雌雄異株。葉が芽吹く前に淡黄色の総状花序に、スズランの花をクリーム色にしたような可憐な花を密に垂れ下げてつける。長さ4 - 10センチメートル (cm) になる花序は前年枝の葉腋から出て垂れ下がり、それに一面に花がつくので、まだ花の少ない時期だけによく目立つ。花には長さ0.5ミリメートル (mm) の短い花柄があり、花は長さ7 - 9 mmの鐘形になり、雌花は雄花よりもやや小さい。萼片は4個で内側の2個は大きく花弁状、花弁は4個で花時にも開出せず直立する。雄花は淡黄色、雌花はやや緑色を帯びる。雌花、雄花とも雄蕊は8個、雌蕊は1個あるが、雌花の雄蕊は小さく退化している。
葉には長さ1 - 3 cmの葉柄があり、互生する。葉身は長さ5 - 13 cm、幅3 - 5 cm、長楕円形から卵状楕円形で、先端は鋭形または鋭尖形、基部は円形、切形または浅心形になり、葉縁には鋸歯がある。葉は大小変異が多く、形にも変異があり、サクラのような形から、より細くて先細りになった葉までさまざまなものがある。秋には葉の色が、クリーム色から黄色、赤色、赤褐色に変化させて紅葉するが、色が濁る傾向が強い。
果期は6 - 7月。果実は径8 mm前後になる広楕円形で、緑色から熟すと黄褐色になる。紅葉のころには、雌株には茶色になりかけた果実を見ることができる。
葉が散ったあとには、来春花が開くための小さな花芽ができている。冬芽は鱗芽で、芽鱗2 - 6枚に包まれる。側芽が枝に互生し、葉芽は広卵形で枝と同色である。花芽は穂になって垂れるのが特徴で、枝に多数つく。葉痕の両側に托葉痕があり、維管束痕が3個ある。
- 花序のようす
- 雄花序
- 雌花序
- 若い果実

## 下位分類
葉や果実の形や大きさに変異が多く、多くの変種、品種がある。花がやや大きいものにハチジョウキブシがある。
- ニシキキブシ Stachyurus praecox Siebold et Zucc. f. bicolor Sakata
- フクリンキブシ Stachyurus praecox Siebold et Zucc. f. marginatus Hiyama -栽培種。
- コバノキブシ Stachyurus praecox Siebold et Zucc. f. microphyllus (Nakai) H.Hara -本州の東海地方に分布する、葉が小型のもの。
- マルバキブシ Stachyurus praecox Siebold et Zucc. f. rotundifolius (Tuyama) Tuyama ex H.Hara　-九州に分布する、葉が卵形の傾向のもの。
- ケキブシ Stachyurus praecox Siebold et Zucc. var. leucotrichus Hayashi -本州の東北地方の日本海側、北陸地方に分布する。日本海側の多雪地帯にのみ産する地方型で、葉の裏面の脈上や脈沿いに白色の軟毛が密生する。
- ハチジョウキブシ（エノシマキブシ） Stachyurus praecox Siebold et Zucc. var. matsuzakii (Nakai) Makino ex H.Hara -本州の関東地方南部、東海地方、伊豆諸島に分布する。海岸近くに生え、枝が太く花序と葉が長く、果実も大きい。
- ヒメキブシ Stachyurus praecox Siebold et Zucc. var. parviflorus Makino ex H.Hara -本州、四国、九州に稀に産する。葉がコバノキブシより小型のもの。
- ナンバンキブシ Stachyurus praecox Siebold et Zucc. var. lancifolius (Koidz.) H.Hara -本州の山口県、四国の南岸、九州、奄美大島、徳之島に分布する。ハチジョウキブシに似、葉は3角形で厚く、果実は大型になる。
- ナガバキブシ Stachyurus praecox Siebold et Zucc. var. macrocarpus (Koidz.) Tuyama ex H.Ohba (シノニム Stachyurus macrocarpus Koidz.) -小笠原に分布する。ハチジョウキブシより葉が厚く、果実はナンバンキブシくらいに大型になる。絶滅危惧IA類(CR)。
  - ハザクラキブシ (シノニム Stachyurus macrocarpus Koidz. var. prunifolius Tuyama) -小笠原に稀に生育する。ナガバキブシと比べ、葉は薄く長楕円形になる。絶滅危惧IA類(CR)。

## 利用
植栽として、庭木や公園樹にして植えられる。また花材などにも使われる。